# Атлантический дивизион (НХЛ)
Атлантический дивизион Национальной хоккейной лиги был сформирован в 1993 году и является частью Восточной конференции. Состав команд дивизиона был изменён перед сезоном 2013/2014. В укороченном из-за пандемии коронавируса сезоне 2020/21 дивизион не использовался.

## Состав дивизиона

### 1993—1998
- Вашингтон Кэпиталз
- Нью-Джерси Девилз
- Нью-Йорк Айлендерс
- Нью-Йорк Рейнджерс
- Тампа-Бэй Лайтнинг
- Филадельфия Флайерз
- Флорида Пантерз

#### Изменения
- Вашингтон Кэпиталз, Нью-Джерси Девилз, Нью-Йорк Айлендерс, Нью-Йорк Рейнджерс и Филадельфия Флайерз переведены из упразднённого Дивизиона Патрика;
- Тампа-Бэй Лайтнинг переведёна из упразднённого Дивизиона Норриса;
- в дивизион добавлена Флорида Пантерз, образованная в результате расширения.

### 1998—2013
- Нью-Джерси Девилз
- Нью-Йорк Айлендерс
- Нью-Йорк Рейнджерс
- Питтсбург Пингвинз
- Филадельфия Флайерз

#### Изменения
- Вашингтон Кэпиталз, Тампа-Бэй Лайтнинг и Флорида Пантерз переведены во вновь образованный Юго-Восточный дивизион:
- Питтсбург Пингвинз переведён из Северо-Восточного дивизиона.

### с 2013
- Баффало Сейбрз
- Бостон Брюинз
- Детройт Ред Уингз
- Монреаль Канадиенс
- Оттава Сенаторз
- Торонто Мейпл Лифс
- Тампа-Бэй Лайтнинг
- Флорида Пантерз

#### Изменения
- Нью-Джерси Девилз, Нью-Йорк Айлендерс, Нью-Йорк Рейнджерс, Питтсбург Пингвинз и Филадельфия Флайерз переведены во вновь образованный Столичный дивизион;
- Баффало Сейбрз, Бостон Брюинз, Монреаль Канадиенс, Оттава Сенаторз и Торонто Мейпл Лифс переведены из упразднённого Северо-Восточного дивизиона;
- Тампа-Бэй Лайтнинг и Флорида Пантерз переведены из упразднённого Юго-Восточного дивизиона;
- Детройт Ред Уингз переведён из Центрального дивизиона.

## Победители дивизиона
- 1994 — Нью-Йорк Рейнджерс
- 1995 — Филадельфия Флайерз
- 1996 — Филадельфия Флайерз
- 1997 — Нью-Джерси Девилз
- 1998 — Нью-Джерси Девилз
- 1999 — Нью-Джерси Девилз
- 2000 — Филадельфия Флайерз
- 2001 — Нью-Джерси Девилз
- 2002 — Филадельфия Флайерз
- 2003 — Нью-Джерси Девилз
- 2004 — Филадельфия Флайерз
- 2005 — сезон не проводился
- 2006 — Нью-Джерси Девилз
- 2007 — Нью-Джерси Девилз
- 2008 — Питтсбург Пингвинз
- 2009 — Нью-Джерси Девилз
- 2010 — Нью-Джерси Девилз
- 2011 — Филадельфия Флайерз
- 2012 — Нью-Йорк Рейнджерс
- 2013 — Питтсбург Пингвинз
- 2014 — Бостон Брюинз
- 2015 — Монреаль Канадиенс
- 2016 — Флорида Пантерз
- 2017 — Монреаль Канадиенс
- 2018 — Тампа-Бэй Лайтнинг
- 2019 — Тампа-Бэй Лайтнинг
- 2020 — Бостон Брюинз
- 2021 — дивизион не использовался
- 2022 — Флорида Пантерз
- 2023 — Бостон Брюинз

## Общая статистика по командам
| Команда             | Чемпионских титулов Атлантического дивизиона | Последний год |
| ------------------- | -------------------------------------------- | ------------- |
| Нью-Джерси Девилз   | 9                                            | 2010          |
| Филадельфия Флайерз | 6                                            | 2011          |
| Бостон Брюинз       | 3                                            | 2023          |
| Нью-Йорк Рейнджерс  | 2                                            | 2012          |
| Питтсбург Пингвинз  | 2                                            | 2013          |
| Монреаль Канадиенс  | 2                                            | 2017          |
| Тампа-Бэй Лайтнинг  | 2                                            | 2019          |
| Флорида Пантерз     | 2                                            | 2022          |
| Баффало Сейбрз      | 0                                            | —             |
| Вашингтон Кэпиталз  | 0                                            | —             |
| Детройт Ред Уингз   | 0                                            | —             |
| Нью-Йорк Айлендерс  | 0                                            | —             |
| Оттава Сенаторз     | 0                                            | —             |
| Торонто Мейпл Лифс  | 0                                            | —             |

Выделенные команды на данный момент входят в Атлантический дивизион

## Обладатели Кубка Стэнли
- 1994 — Нью-Йорк Рейнджерс
- 1995 — Нью-Джерси Девилз
- 2000 — Нью-Джерси Девилз
- 2003 — Нью-Джерси Девилз
- 2004 — Тампа-Бэй Лайтнинг
- 2009 — Питтсбург Пингвинз
- 2011 — Бостон Брюинз